# Obryv Leskova
Obryv Leskova (englische Transkription von russisch Обрыв Лескова Obryw Leskowa) ist ein Kliff im ostantarktischen Coatsland. Es ragt südlich des Flat Top in der Shackleton Range auf.
Russische Wissenschaftler benannten es. Der Namensgeber ist nicht überliefert.